# Круглое (озеро, Вытегорский район)
Круглое — пресноводное озеро на территории Андомского сельского поселения Вытегорского района Вологодской области.

## Общие сведения
Площадь озера — 0,5 км². Располагается на высоте 202,3 метров над уровнем моря.
Берега Круглого слабо изрезанные, каменисто-песчаные, местами заболоченные.
С юго-восточной стороны из Круглого вытекает безымянная протока, впадающая в озеро Купецкое, которое, в свою очередь, соединяется протокой с рекой Андомой, впадающей в Онежское озеро.
Острова на озере отсутствуют.
К югу от озера проходит дорога местного значения.
Населённые пункты вблизи водоёма отсутствуют.
Код объекта в государственном водном реестре — 01040100611102000019715.